# Tomares romanovi
Tomares romanovi är en fjärilsart som beskrevs av Hugo Theodor Christoph 1882. Tomares romanovi ingår i släktet Tomares och familjen juvelvingar. Inga underarter finns listade i Catalogue of Life.